# Gyalshing (distrikt)
Gyalshing, till 2021 West District eller West Sikkim, (nepali: पश्चिम सिक्किम) är ett distrikt i den indiska delstaten Sikkim. Distriktet bytte namn då Soreng avskildes. Den administrativa huvudorten är Gyalshing. Antalet invånare är 136 435.